# Choňkovce
Choňkovce est un village de Slovaquie situé dans la région de Košice.

## Histoire
Première mention écrite du village en 1409.

## Démographie

### Évolution de la population
| Année:               | 1994. | 2004.   | 2014.    | 2024.   |
| -------------------- | ----- | ------- | -------- | ------- |
| Nombre de personnes: | 604   | 618     | 550      | 511     |
| Différence:          |       | +2,31 % | -11,00 % | -7,09 % |

| Année:               | 2023. | 2024.   |
| -------------------- | ----- | ------- |
| Nombre de personnes: | 497   | 511     |
| Différence:          |       | +2,81 % |

## Politique
| Nom       | Parti politique | Date de l'élection | Fin du mandat |
| --------- | --------------- | ------------------ | ------------- |
| Ján Skyba | SMER            | 02.12.2006         | Déc. 2010     |